# Louisa Grace Bartolini
Pour les articles homonymes, voir Bartolini.
Louisa Grace Bartolini (14 février 1818 - 3 mai 1865) est une poétesse, écrivaine et artiste peintre britannique issue d'une famille d'origine italienne, connue sous le nom de la Vierge d'Ossian,.

## Biographie
Elle est née Louisa Grace à Bristol dans une famille catholique irlandaise d'origine italienne ; les quatre enfants ont appris l'italien. Son père était Sir William Grace, un baronnet. En 1828, la famille s'installe à Sorèze, où elle termine ses premières études d'art et de langues. Ses premiers poèmes sont écrits en italien et en français. Elle arrive en Toscane à la fin des années 1830. En 1841, elle s'installe à Pistoia. Elle contribue à divers périodiques dont La gioventù et La Rivista di Firenze (it). Elle traduit également en italien des œuvres de poètes contemporains américains et britanniques.
Le salon de Bartolini a attiré les plus grands intellectuels italiens de son temps, dont Giosuè Carducci.
En 1860, elle épouse Francesco Bartolini (it), un ingénieur de Pistoia.
Elle meurt à Pistoia à l'âge de 47 ans.
Ses œuvres d'art, qui comprennent des dessins au fusain, des aquarelles et des peintures à l'huile, ainsi que des manuscrits sont conservées à la Biblioteca Marucelliana de Florence. En 1998, la Bibliothèque organise une exposition de son œuvre intitulée La vergine d'Ossian (« La vierge d'Ossian »).